# Erysimum alaicum
Erysimum alaicum är en korsblommig växtart som beskrevs av Ivan Vassiljevich Novopokrovsky och Ennafa Vasil'evna Nikitina. Erysimum alaicum ingår i släktet kårlar, och familjen korsblommiga växter. Inga underarter finns listade i Catalogue of Life.